# François Le Masson du Parc
François Le Masson du Parc, né à Douai le 3 septembre 1671 et mort à Versailles le 2 mars 1741 (à 69 ans), est le premier Inspecteur des pêches, auteur de descriptions des pêches marines.
François Le Masson du Parc est l’auteur dans la première moitié du XVIIIe siècle de nombreux textes décrivant les pêcheries marines et maritimes françaises. Cette œuvre considérable est au fondement de l’halieutique. Ses études s’inscrivent dans la continuité de l’Ordonnance de la Marine de 1681 (dite Grande Ordonnance de la Marine) et dans une velléité sous l’Ancien Régime de décrire et de réglementer les pêches marines françaises afin de rétablir leur prospérité. Le Masson du Parc est surtout connu des historiens mais est anonyme pour un plus large publique du fait de la non publication de ses travaux restés de son vivant sous formes manuscrites. Il est l’auteur d’une Histoire des pesches, en six volumes, aujourd’hui perdue, abondamment illustrée par Pierre le Chevalier (de Dieppe),. Il est également l'auteur de procès-verbaux commandités par le roi décrivant ses tournées d’inspections des pêcheries sur les côtes du Ponant entre 1723 et 1737,. Ses travaux ont constitué la principale source documentaire sur les pêches marines pour les grands projets d’éditions encyclopédiques de la deuxième moitié du XVIIIe siècle,. Ils sont la principale source documentaire d’Henri Louis Duhamel du Monceau pour la rédaction du Traité générale des pesches entre 1769 et 1782. Ceux-ci ont également été largement utilisés pour la rédaction des articles consacrés aux pêches marines de l’Encyclopédie de Diderot et D’Alembert,.

## Biographie

### Une carrière au sein de l’administration maritime
François Le Masson du Parc commence sa carrière au sein de l’administration maritime de Normandie en 1702, à Dieppe, en tant que commis particulier du commissaire de la Marine Claude-Jacques Le Brun pour y tenir le Bureau des Classes. En 1714, il acquiert un poste de Conseiller du Roi, Commissaire des Milices Gardes-Côtes de la capitainerie de Tréport département du Havre. En l’absence de Le Brun, parallèlement à ses fonctions, il exerce l’intérim du poste de Commissaire de la Marine du 12 novembre 1715 au 26 août 1716. Il perd sa charge de Commissaire des Milices Gardes-Côtes en 1716. En mars 1717, il est sollicité par le Conseil de marine pour réaliser une enquête. Appuyé par Le Brun, Le Masson du Parc est, par un brevet du Roi du 29 juin 1717, nommé Commis ordinaire des classes de Dieppe. Le Masson du Parc reçoit le 30 juillet 1718 une commission de Trésorier particulier des invalides de la marine des amirautés de Dieppe et d’Eu. En 1723-1724, Le Masson du Parc est chargé par le Conseil de marine et Louis-Alexandre de Bourbon, Comte de Toulouse, Amiral de France, d’enquêter sur les causes de raréfaction du poisson sur les côtes des amirautés de Flandre et de Picardie. En 1725, il est recruté par le Bureau des Classes du Secrétariat d’État de la Marine, dirigé par Antoine-Denis Raudot (dit Raudot fils), pour examiner l’ensemble des règlements royaux sur les pêches. Le 23 avril 1726, à l’âge de 55 ans, Le Masson du Parc est nommé par le Roi Commissaire de la Marine et Inspecteur des pêches. Un poste spécialement créé pour ce dernier. En 1738, il est remplacé par M. Verdier à son poste d’Inspecteur des pêches et succède partiellement à Raudot décédé en 1737. Il termine sa carrière en tant que premier commis pour le détail des pêches du secrétaire d’État de la Marine, Jean-Frédéric Phélypeaux de Maurepas.

### Rédaction de l'Histoire (générale) des pesches(1703-1722)
Vers 1703, François Le Masson du Parc commence l'écriture d'une Histoire des pesches parfois nommée Histoire générale des pesches qui constitue le projet global de sa carrière. Celle-ci se compose de six livres abondamment illustrés par Pierre Le Chevalier (de Dieppe), et couvre tous les aspects de l'exploitation des ressources marines. L'ouvrage ambitionne de traiter des aspects techniques, économiques, biologiques, culinaires et culturels du monde de la pêche,. En 1722 le premier livre de l'Histoire des pesches est sous presse avec le soutien de Louis-Alexandre de Bourbon, Comte de Toulouse. L'édition ne semble cependant avoir jamais aboutie. L’essentiel des manuscrits et épreuves de l'Histoire des pesches sont aujourd'hui perdus ou non localisés et seuls quelques fragments sont conservés dans des collections institutionnelles et privées,. Le sixième et dernier livre de l'Histoire des pesches traite de la pêche des oiseaux marins et maritimes.

### Tournées d’inspections et procès-verbaux sur les pêches françaises (1723-1737)
Le Masson du Parc, commissionné par le Conseil de marine et le Compte de Toulouse, réalise entre 1723 et 1737 des tournées d’inspections sur les côtes françaises de Manche et d’Atlantique. Celles-ci conduisent à la rédaction de très volumineux procès-verbaux des visites faites par ordre du Roy concernant la pesche en mer sur les côtes du Ponant. Les six tomes de ces procès-verbaux sont conservés en neuf registres dans le fonds Marine des Archives nationales ainsi que dans des fonds d'archives régionaux. Seules ont été publiées dans leur intégralité, sous forme d’ouvrages, les transcriptions des procès-verbaux concernant les ressorts des amirautés de Bayonne et de Bordeaux, en 2004, ainsi que des amirautés de Marennes, de La Rochelle et des Sables d’Olonne, en 2009. La principale étude synthétique concernant l’ensemble des procès-verbaux de Le Masson du Parc est proposée par Éric Dardel dans une thèse et un ouvrage. Des extraits de certains autres procès-verbaux sont publiés dans des articles scientifiques (voir la Bibliographie chronologique).

### Vie personnelle
La biographie personnelle de François Le Masson du Parc est pour la première fois reconstituée par Lieppe en 2004 et 2009. François Le Masson du Parc, normand d'adoption, nait à Douai, paroisse Saint-Pierre, le 3 septembre 1671. Il est l’ainé d’une fratrie de trois enfants. Il est le fils de Louis Le Masson du Parc (1634 à Saint-Germain-en-Laye - 1683 à Paris) qui fut «capitaine au régiment royal des vaisseaux et officier de l’état-major de la ville de Douai» et d’Anne-Elisabeth Ruffin (?-1679). Il est, au moins à partir de 1682, élève à Paris au «collège des jésuites» (le collège de Clermont) qui devient cette même année le collège Louis-le-Grand (aujourd'hui le Lycée Louis-Le-Grand). Le Masson du Parc épouse Anne Dumarché, paroisse Saint-Vivien, le 27 décembre 1696. Anne-Catherine-Françoise Le Masson du Parc naît de ce premier mariage. Veuf, François Le Masson du Parc se remarie en 1708 au Havre avec Marie Dassier. Aucun enfant ne naît de ce deuxième mariage. Il est de nouveau veuf en 1722. Il se remarie pour la troisième fois en novembre 1722, à Rouen, avec Marie-Marguerite-Florence Le Vasseur de Saint-Rémy. François Le Masson du Parc décède à Versailles, rue de la paroisse Notre-Dame, le 2 mars 1741, à l’âge de 69 ans, et est inhumé à Versailles dans le cimetière de l’église Notre-Dame aujourd’hui loti.

## Dispersion des archives de Le Masson du Parc
Une partie des archives manuscrites de Le Masson du Parc sur les pêches est dès l'origine conservée dans les fonds royaux (les procès-verbaux des visites faites par ordre du Roy concernant la pesche en mer), tandis qu'une autre partie est conservée par Le Masson du Parc puis par sa veuve. Quelques années après la mort de Le Masson du Parc, une partie de ses archives personnelles sur les pêches sont acquises par Duhamel du Monceau auprès de la veuve de Le Masson du Parc pour la rédaction du Traité général des pesches. Les archives désormais mêlées de Le Masson du Parc et de Duhamel du Monceau sur les pêches sont conservées dans le château de Denainvilliers, propriété de Duhamel du Monceau. Ces archives sont transmises à son neveu, collaborateur et héritier, Auguste-Denis Fougeroux de Bondaroy, puis à ses descendants et sont conservées intactes au château de Denainvilliers jusqu'au début du XXe siècle. Au milieu du XVIIIe siècle Diderot se trouve également en possession d'une partie des travaux manuscrits de Le Masson du Parc qu'il utilise pour la rédaction des articles de l'Encyclopédie consacrés aux pêches. À partir de 1930-1932 le fonds de Denainvilliers est progressivement vendu par les héritiers de Fougeroux de Bondaroy. Le libraire Privat commence le démantèlement du fonds. Plusieurs volumes illustrés sur les pêches sont acquis par le libraire Gallanti. Le démantèlement du fonds s'achève après la seconde guerre mondiale et la vente du château de Denainvilliers. Le fonds restant est vendu par l'intermédiaire des libraires André Jammes et François Chamonal. Les Archives nationales de Paris font l’acquisition (le 7 juin 1957) de trois cartons de ce fonds consacré à  l'Histoire des pesches et aux enquêtes de Le Masson du Parc,. Plusieurs fragments du fonds consacré aux pêches se retrouvent également en collections privées. Un album intitulé Pesches et Filets constitué de 163 dessins, ainsi que des feuilles libres consacrées aux pêches, provenant du fonds Le Masson du Parc sont conservés à la Bibliothèque nationale et ont été édités pour la première fois en 2009.

## Utilisation des travaux de Le Masson du Parc dans les encyclopédies du XVIIIesiècle

### Dans leTraité général des peschesde Duhamel du Monceau

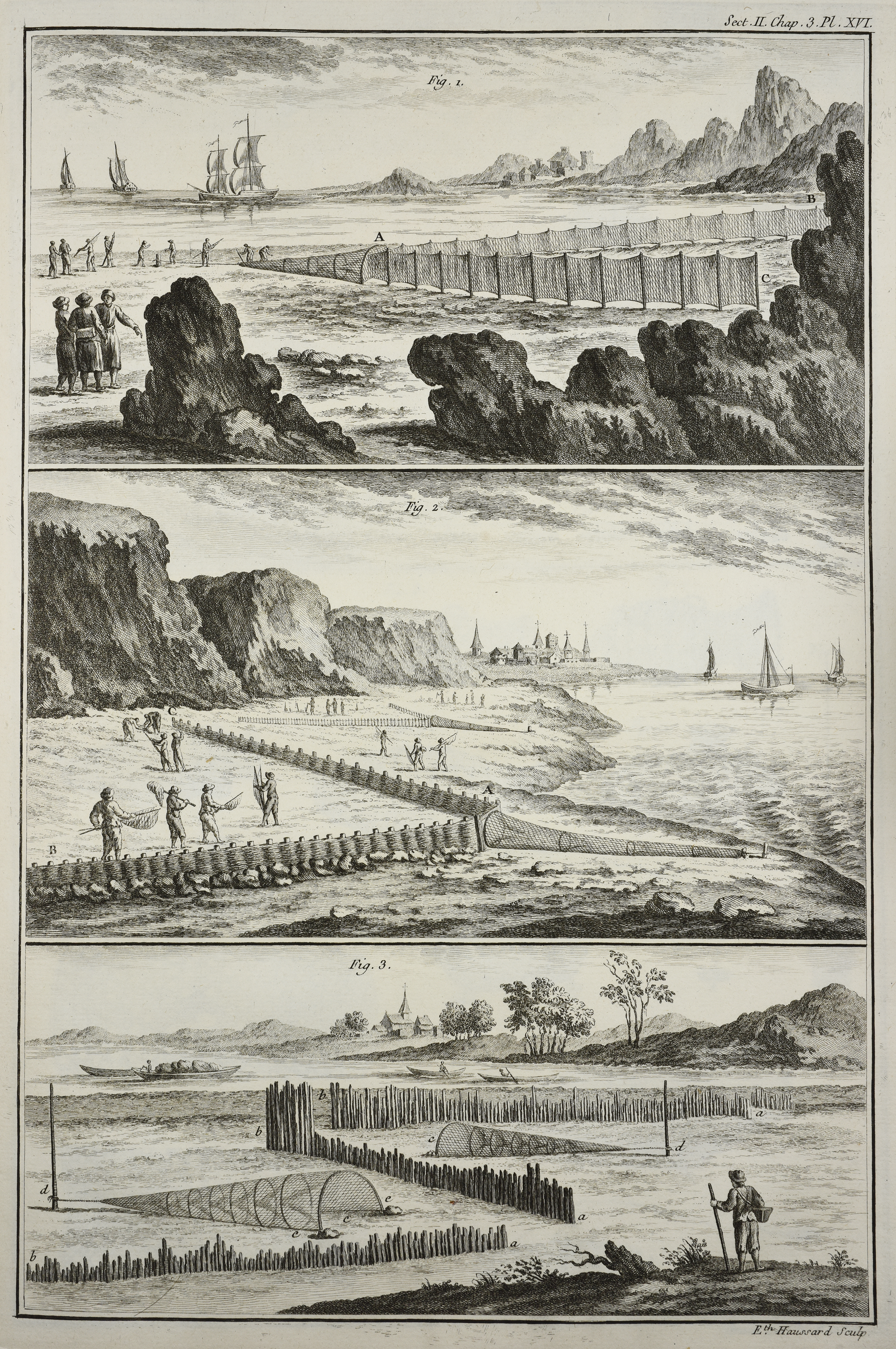
Planche du Traité général des pesches de Duhamel du Monceau.

Le Traité général des pesches, de Duhamel du Monceau et De Lamarre, publié entre 1769 et 1782, fait partie de la collection Description des Arts et Métiers éditée par l'Académie royale des Sciences. L' Avis des libraires sur un traité général des pesches annonçant la publication du Traité général des pesches de Duhamel du Monceau précise que ce dernier a utilisé des manuscrits et dessins de Le Masson du Parc pour l'édition de son ouvrage. Les albums de dessin de Le Masson du Parc ont été utilisés par Duhamel du Monceau pour faire graver de nombreuses planches du Traité général des pesches.

### Dans l'Encyclopédiede Diderot et D'Alembert
l’Encyclopédie ou Dictionnaire raisonné des sciences, des arts et des métiers dite l'Encyclopédie de Diderot et d’Alembert, publiée entre 1751 et 1780, traite de la pêche en mer dans différents articles. Diderot annonce dans un avertissement de l'Encyclopédie que pour l'écriture et l'illustration des articles il a eu recours à un manuscrit en plusieurs volumes sur la pêche. Le nom de Le Masson du Parc comme source documentaire apparait à plusieurs reprises dans l'Encyclopédie.

## Archives manuscrites

### Archives départementales de Charente-Maritime
- 4J.3440 - Procès-verbal de la visite faite dans le ressort de l’Amirauté de Marennes (1721).

### Archives départementales du Calvados
- C/4144/1 - Parcs et pêcheries - Arrest du Conseil d'Etat du roi concernant les parcs et pescheries qui sont sur les greves du ressort de l'Amirauté d'Ouistreham (1726).
- C/4145 - Pêche - Mémoire concernant la pêche du poisson frais en Normandie (1727).
- C/4147/1 - Pêche - État des parcs et pêcheries établis le long du rivage des côtes de Basse-Normandie et  Procès-verbaux (1724-1728).

### Archives départementales du Morbihan
- 9 B 257 -  Procès-verbal de la visite... - Amirauté de Vannes (1728).

### Archives nationales, Pierrefitte-sur-Seine
- 127AP/1 - Papiers Le Masson du Parc. Généralités. Mémoires envoyés à Le Masson du Parc sur les pêches de France.
- 127AP/2 - Papiers Le Masson du Parc. Mémoires envoyés à Le Masson du Parc sur les pêches de France (suite).
- 127AP/3 - Papiers Le Masson du Parc. Mémoires sur les pêches à l'étranger et aux colonies.

### Archives nationales, Marine
- MAR/B/2/256 - Ordres du roi concernant la Marine de Ponant (1720-1723). Instruction pour le sieur Le Masson du Parc au sujet de la surveillance des pêches sur les côtes de Flandre et de Picardie, fol. 21.
- MAR/B/3/234 - Ponant (1716). Le Masson du Parc, commis aux classes à Dieppe.
- MAR/B/3/242 - Ponant (1717). Le Masson du Parc, commis aux classes à Dieppe.
- MAR/B/3/249 - Ponant (1718). Le Masson du Parc, commis aux classes à Dieppe.
- MAR/B/3/285 - Ponant (1723). MM. de Châteauneuf et Le Masson du Parc, visite des pêches, 266.
- MAR/B/3/290 - Ministres, intendants (1723). Envoi du sieur Masson Duparc pour faire une enquête sur les pêches pratiquées aux côtes de Picardie et de Flandre, 315.
- MAR/B/3/318 - Ministres, clergé et Parlements (1727). Sur la mission de M. Le Masson du Parc, chargé de l’inspection des pêches sur les côtes de Guyenne et de Gascogne, 334, 336, 337.
- MAR/B/3/323 - Ponant (1728). Maladie du sieur Le Masson du Parc, 235.
- MAR/B/3/328 - Ponant (1729). Mission du sieur Le Masson du Parc au sujet des pêcheries, 312.
- MAR/C/5/18 - Procès-verbaux des visites... - Flandre, Picardie, Boulonnois, haute Normandie (1723-1724).
- MAR/C/5/19 - Procès-verbaux des visites... - Pays d'Auge et basse Normandie (1724).
- MAR/C/5/20 - Procès-verbaux des visites... - Haute Bretagne (1726).
- MAR/C/5/21 - Procès-verbaux des visites... - Basse Bretagne (1728).
- MAR/C/5/22 - Procès-verbaux des visites... - Poitou, Aunis et Saintonge (1727-1728).
- MAR/C/5/23 - Procès-verbaux des visites... - Guyenne et Gascogne (1727).
- MAR/C/5/24 - Procès-verbaux des visites... - Haute Normandie, Picardie et Flandre (1729-1730).
- MAR/C/5/25 - Procès-verbaux des visites... - Basse Normandie et Pays d'Auge (1729-1730).
- MAR/C/5/26 - Procès-verbaux des visites... - Bretagne septentrionale (1731-1732).
- MAR/C/5/60 - Documents divers.
- MAR/C/7/178 - Dossier Le Masson du Parc. Bon du Roi du 23 avril 1726.
- MAR/3JJ/165, dossier 16 - Mémoire sur les côtes de Guyenne qu'il a parcourues pour la visite des pêches (1735).

### Bibliothèque du Muséum national d'Histoire naturelle
- Ms CRY 307 - De quelques espèces d’algues ou plantes marines connues en France sous les noms de Varech vraicq, sar et gouesmon (1722).

### Bibliothèque municipale de Bordeaux
- Ms 0562 - Procès-verbaux des visites... - Gascogne, Guyenne, Saintonge, Aunis, Poitou; Guyenne, Bordeaux (1727-1728).

### Bibliothèque nationale de France, Richelieu, Estampes et photographies
- Ke-82-FOL - Algues, pêche au filet (173.?).
- Ke-83-FOL - Pêche du hareng; rétablissement de la pêche; les abus de la pêche de la sardine (1724-1728).

### Maisons de ventes

#### Ader
- Lot 471 - Pêche. Deux lettres signées adressées à François Le Masson du Parc, 1723 et 1724 [Ventes Ader du 25 juin 2021, Paris].

#### Aggutes
- Lot 201 - [Pêche - Description des arts et métiers]. Le Masson du Parc, Duhamel du Monceau et Delamarre. Réunion de 1331 dessins originaux [Vente Aggutes du 10 octobre 2001, Neuilly-sur-Seine].
- Lot 52 - Le Masson du Parc. Pesche & Chasse des oiseaux de mer. Dieppe 1721 [Vente Aguttes du 22 novembre 2017, Neuilly-sur-Seine].

#### Bonhams
- Lot 61 - Henri Louis Duhamel du Monceau. Traite général des pesches, et histoire des poissons, 4 vol. étendus à 11 par l'ajout de manuscrits et dessins originaux, 249 planches gravées (sur 250), les manuscrits et dessins totalisant plusieurs milliers de pages et comprenant du matériel autographe de Duhamel du Monceau, Fougeroux de Bondaroy, Le Masson du Parc  [Ventes Bonhams du 27 juin 2006, Londres].

- Lot 113 - Le Masson du Parc, 1725. Ordonnance de la marine concernant les pesches qui se sont en mer, le long des cotes, et aux embouchures des rivieres, et la police qui y doit estre observée en interpretation de l'edit de mars 1584. Et de l'Ordonnance de mois d'aout 1681 [Ventes Bonhams du 27 juin 2006, Londres].

### Musée maritime de l’île de Tatihou
- MMT 996.05.001 - Détail des poissons de la grande et petite marée (1740).

## Publications posthumes
- Le Masson Du Parc F. 2004. Procès-verbaux des visites faites par ordre du roy concernant la pesche en mer (1727), in Lieppe D., Cocula A., Larrieu B. (éds), Pêches et pêcheurs du domaine maritime aquitain au XVIIIe siècle, tome 1, Amirauté de Bayonne & de Bordeaux. Éditions de l'Entre-deux-Mers, Camiac et Saint-Denis, LVIII+128+XXXIV+144 p.  (ISBN 978-2-913568-12-9)
- Le Masson Du Parc F. 2009. Procès-verbaux des visites faites concernant la pesche dans le ressort des amirautés de Marennes, de La Rochelle et des Sables d’Olonne en 1727 et en 1728, in Lieppe D. (éd.), Pêches et pêcheurs du domaine maritime et des îles adjacentes de Saintongue, d’Aunis et du Poitou, au XVIIIe siècle. Éditions de l'Entre-deux-Mers, Quentin-de-Baron, LXIV+438 p.  (ISBN 978-2-913568-47-1)